# 华南理工大学附属实验学校
华南理工大学附属实验学校（简称“华工附校”），是位于中国广东省广州市天河区的公立九年一贯制学校，由广东省华南理工大学教育发展基金会主办，依托华南理工大学的相关资源创办，主要招收华工教职工子女。

## 历史沿革
华南理工大学附属实验学校的前身是华南理工大学附属中学和附属小学。

### 华工附小
华工附校小学部的前身为华工附小，而华工附小则可追溯至1952年院系调整后成立的华南工农学院联合附属小学（简称工农附小）。
工农附小由华南工学院（现华南理工大学）和华南农学院（现华南农业大学）联合创办。校址位于华工，学校由华农具体领导，业务和教师的组织关系则属广东省教育厅；大跃进后学校扩张规模，由华工和华农各派教师补充师资。
1965年，工农附小分立为华工附小和华农附小两校，原校舍归华工附小使用。文革期间，华工附小亦受到冲击；1969年更被强行交给广州郊区沙河教办管理，并易名朝阳小学。
文革结束后，华工重新开办子弟学校。1985年6月，朝阳小学交回华工管理，并与子弟学校小学部合并为华南工学院附属小学。

### 华工附中
华工附校中学部的前身为华工附中，其可追溯至1983年9月开设的华工子弟学校初中班。1985年6月，华工收回朝阳小学后，将原子弟学校中学部另立为华南工学院附属中学。

### 华工附校
2013年，华工附中和华工附小整合为华南理工大学附属实验学校，附中和附小分别成为该校的中学部和小学部，办学性质亦由公办学校改为民办学校。
2018年，华工拟与天河区政府共建华工附中的消息引起关注。按照规划，华工附校中学部将与广州市第89中学合并为华南理工大学附属中学，设五山校区和龙洞校区，此事引发华工教职工不满并在学校发起游行抗议。
2022年6月9日，天河区教育局发布通知，同意自2022学年起，将华工附校改按公办性质（企事业单位办）学校办学，不再按民办学校收费标准收费。

## 校园环境

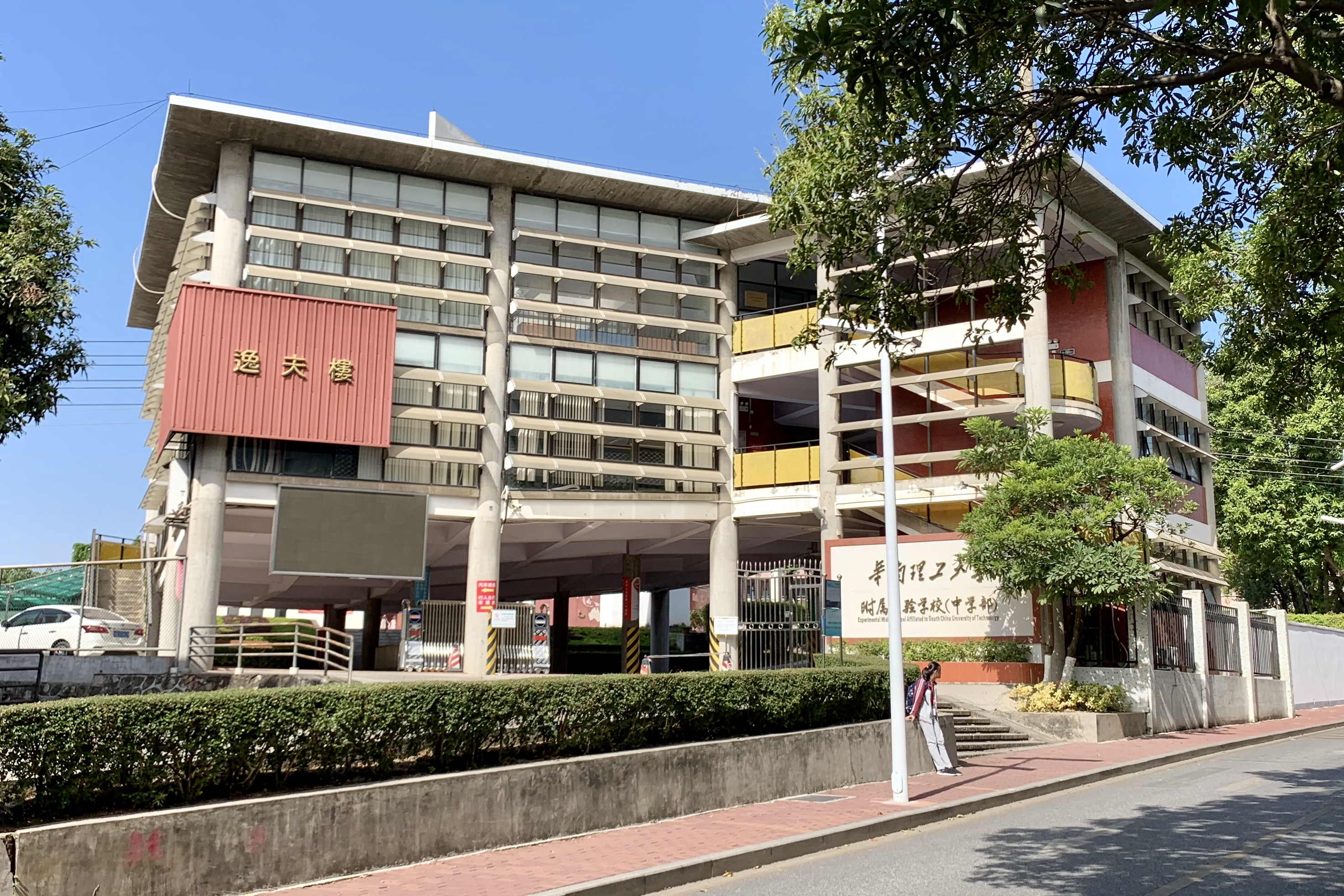
华工附校中学部正门

华工附校位于华南理工大学五山校区内，中学部位于西一区，小学部位于东住宅小区。其中，中学部内有邵逸夫捐资盖设的逸夫樓。

## 现任领导
- 校长：
- 副校长：严欣斌、曹慧萍